# Colebrooke River
Colebrooke River är ett vattendrag i Storbritannien.   Det ligger i riksdelen Nordirland, i den västra delen av landet, 600 km nordväst om huvudstaden London. Colebrooke River ligger vid sjön Upper Lough Erne.